# Ндрангета
Ндра́нгета (неап. и итал. 'Ndrangheta; вероятно, восходит к др.-греч. ἀνδραγαθία «доблесть») — крупная итальянская организованная преступная группировка, происходящая из Калабрии — одной из самых бедных провинций Италии. Хотя ндрангета далеко не так известна, как сицилийская Коза ностра и неаполитанская Каморра, она является одной из наиболее могущественных преступных организаций в мире: исследовательский институт Eurispes оценивает её доходы за 2007 год в 47 млрд евро. По мнению экспертов, группировка ввозит в Европу большую часть кокаина.

## Деятельность ндрангеты
Группировка осуществляет деятельность как в нелегальной сфере (торговля наркотиками — в частности, являясь крупнейшим импортёром кокаина в Европу; торговля ядерными материалами; нелегальное движение капитала), так и в легальной (строительство, ресторанный бизнес, розничная торговля). Высказываются мнения о том, что ндрангета (в отличие от других итальянских мафиозных кланов, тщательно избегающая прямых столкновений с властями) стала к 2000-м годам поистине глобальной организацией, сравнимой с международной корпорацией.
В ндрангете существует омерта — закон, обязующий членов организации молчать о деятельности клана, особенно перед полицией. Нарушители омерты должны быть жестоко убиты. Это одна из причин, почему большинство задержанных продолжают хранить молчание. Вторая причина — это родственные связи (в некоторых случаях — брачные узы) между участниками преступной организации.

## Борьба с группировкой
В феврале 2008 года после 18 лет нахождения в розыске был арестован глава ндрангеты 57-летний Паскуале Конделло.
В ноябре 2008 года в Нидерландах был арестован Джузеппе Нирта-младший, а в марте 2009 года в той же стране был арестован 30-летний Джованни Странджио — обоих подозревали в организации массового убийства в Дуйсбурге в августе 2007 года, когда в двух автомобилях обнаружили тела шести итальянцев в возрасте от 16 до 39 лет. По версии полиции, убийство стало результатом конфликта между преступными кланами Нирта-Странджио и Пелле-Воттари, враждующими с 1991 года.
В апреле 2010 года итальянским правоохранительным органам удалось арестовать одного из главарей ндрангеты — 70-летнего Джованни Тегано, который в течение 17 лет находился в розыске. Вместе с ним были задержаны пять соратников. В июле того же года полицейские провели ещё одну крупную операцию против ндрангеты, получившую наименование «Мета». В ходе акции на территории Италии, США, Канады и Австралии было арестовано более 300 участников группировки, связанных с влиятельными семьями, в том числе крупные предприниматели и чиновники. Итальянские СМИ оценили имущество задержанных в 10 миллионов евро. По словам министра внутренних дел Италии Роберто Марони, задержание участников группировки стало возможным благодаря нескольким месяцам усиленной работы полиции. 13 октября 1998 года был задержан один из самых крупных владельцев наркобизнеса Томми Морэлло. Он долго скрывался от полиции, пытаясь под другим именем купить билет и улететь в Европу.
23 декабря 2011 года в квартире в центре Барселоны был задержан лидер одного из кланов ндрангеты — Кармело Галлико (Carmelo Gallico). Итальянские и испанские полицейские охотились на 46-летнего мафиози несколько лет.
3 апреля 2012 года итальянская полиция провела обыски в штаб квартире Лиги Севера. Предполагается, что ндрангета является спонсором этой сепаратистской партии, главой которой является Умберто Босси.
В июле 2013 года Управлением по борьбе с наркотиками США (DEA) в торговом комплексе в Боготе был задержан новый глава ндрангеты Роберто Паннунци. Позже он был депортирован в Италию и там арестован.
В сентябре 2013 года нидерландские полицейские арестовали ещё одного члена этой преступной группировки, 39-летнего Франческо Нирту.
В 2014 году папа римский Франциск во время своего визита в Калабрию заявил, что последователи ндрангеты будут отлучены от римско-католической церкви: «Те, кто в своей жизни следует по пути зла, как это делают мафиози, не имеют ничего общего с Богом. Они отлучены от церкви».
В июле 2017 года была проведена одна из самых масштабных операций, направленных на прекращение деятельности преступного клана. Были задержаны 116 человек, принадлежащих к ндрангете.
В декабре 2019 года были проведены очередные массовые задержания. Расследование возглавлял известный прокурор Никола Граттери. 13 января 2021 года в городе Ламеция-Терме в Калабрии в специально построенном и особо охраняемом здании начался суд, перед которым предстанут 355 человек. Ещё 90 человек согласились на то, чтобы их дела рассмотрели в ускоренном порядке. На заседаниях должны выступить более 900 свидетелей и 400 адвокатов.
В начале мая 2023 года прошла масштабная зачистка синдиката; в ходе совместной операции Германии и других стран арестованы 138 человек.
Рейды готовились четыре года в рамках строго засекреченных расследований и стали результатом скоординированного расследования следователями в Бельгии, Франции, Германии, Италии, Португалии и Испании. Основные расследования включали в себя ознакомление с внутренней работой организации, включая их криптофоны и сервисы, такие как EncroChat и Sky ECC, к использованию которых Ндрангета прибегла в условиях ограничений на передвижение, введенных в связи с пандемией COVID-19

## Известные члены ндрангеты
- Джузеппе Морабито (Giuseppe Morabito) — босс одного из кланов ндрангеты. С 1992 года до своего ареста в 2004 году находился в числе самых разыскиваемых преступников в Италии.
- Сальваторе Колуччо (Salvatore Coluccio) — босс одного из кланов ндрангеты. Арестован в 2009 году в своём оборудованном электрогенератором бункере с запасом продовольствия.[16]
- Джузеппе Колуччо[англ.] (Giuseppe Coluccio) — брат Сальваторе Колуччо. Арестован в 2008 году. Подозревался в организации сети по переправке наркотиков из Южной Америки в Калабрию.
- Паскуале Конделло[англ.] (Pasquale Condello) — один из лидеров Ндрангеты. С 1990 года входил в список самых разыскиваемых преступников в Италии. Арестован в 2008 году.
- Джузеппе Нирта (1913—1995)[англ.] (Giuseppe Nirta) — один из старейших боссов Ндрангеты. После операции в сентябре 1992 года задержан вместе с другими членами организации. Находясь под домашним арестом, был убит пятью выстрелами в голову.
- Джузеппе Нирта (1940—2023)[англ.] (Giuseppe Nirta) — являлся боссом клана Ндрагеты в калабрийской коммуне Сан-Луке. Арестован в 2008 году[17]. В 2011 году приговорён к пожизненному заключению.
- Антонио Пелле[англ.] (Antonio Pelle) — один из самых влиятельных боссов Ндрангеты в калабрийской коммуне Сан-Луке. Был удостоен одного из самых высоких рангов ндрангеты vangelo[англ.]. Арестован в 2009 году, в больнице. В том же году умер от сердечного приступа в возрасте 77 лет через день после освобождения по состоянию здоровья.

## Некоторые кланы Ндрангеты
- Барбаро ндрина (действует также в Австралии)
- Беллокко ндрина
- Катальдо ндрина
- Коммиссо ндрина
- Корди ндрина
- Де Стефано ндрина
- Маммолити ндрина
- Песке ндрина
- клан Соларе
- Серрайно ндрина
- Бетретто де Флагине